# Jörg Pfeifer
Jörg Pfeifer   (Merseburg, 19 de març de 1952) és un atleta alemany, ja retirat, especialista en curses de velocitat, que va competir sota bandera de la República Democràtica Alemanya durant la dècada de 1970.
El 1976 va prendre part en els Jocs Olímpics d'Estiu de Mont-real on, formant equip amb Manfred Kokot, Klaus-Dieter Kurrat i Alexander Thieme, guanyà la medalla de plata en els 4x400 metres del programa d'atletisme.
En el seu palmarès també destaca una medalla de bronze en la cursa dels 200 metres del Campionat d'Europa d'atletisme de 1971. Durant la seva carrera esportiva el 1976 va millorar el rècord del món dels 200 metres en pista coberta, així com diversos rècords nacionals en els 4x100 metres i 200 metres. El 1971 es proclamà campió nacional dels 200 metres.

## Millors marques
- 100 metres. 10.2" (1971)
- 200 metres. 20.4" (1971)[6]